# Eriocaulon varium
Eriocaulon varium är en gräsväxtart som beskrevs av Kimp. Eriocaulon varium ingår i släktet Eriocaulon och familjen Eriocaulaceae.
Artens utbredningsområde är Kongo-Kinshasa. Inga underarter finns listade i Catalogue of Life.